# Jacques de Châtillon
Jacques de Châtillon (1256. május 15. – 1302. július 11.) középkori francia lovag és nemesúr, Leuze-en-Hainaut, Condé, Carency, Huquoy és d'Aubigny hűbérura.
III. Guy, Saint-Pol grófjának fia és IV. Fülöp francia király feleségének, I. Johanna navarrai királynőnek a nagybátyja. Fülöp északi irányú terjeszkedésében aktív szerepet játszott, a király 1300-ban kinevezte a nemrégiben elfoglalt flamand grófság kormányzójának.
A korábbi flamand grófot, Guy de Dampierre-t és két fiát Châtillon elfogta és börtönbe vetette.
Kinevezése után Châtillon-nak a flamand városok felkeléseivel kellett szembenézni, aki kezdetben üdvözölték a francia uralmat, de néhány elhibázott intézkedés – mint például Brugge királyi előjogainak megvonása miatt – szembefordultak vele. Châtillon Brugge városába tette székhelyét, ahol kihívó viselkedése, tisztviselőinek korruptsága és IV. Fülöp provokatív 1301. májusi látogatása (ami alatt a franciák hatalmas lakomákat rendeztek) után a konfliktus kiéleződött. Az első nyílt összecsapásra Bruggében került sor, ahol a flamand textilművesek felkeltek és elűzték a franciákat. Châtillon visszafoglalta a várost 1302. május 18-án, de másnap, 19-én a bruggei mészárlásnak nevezett esemény során a lázadók visszatértek és meglepetésszerűen visszafoglalták a várost és lemészárolták a franciákat. Maga Châtillon is épphogy megmenekült és maroknyi kíséretével Kortrijk várába menekült.
A felkelésre válaszül IV. Fülöp sereget küldött Flandriába II. Robert d'Artois vezetésével, ehhez csatlakoztak Châtillon megmaradt katonái. A flamand városok milíciája és a Guy flamand gróf támogatói 1302. július 11-én Kortrijk közelében az Aranysarkantyús csata nevű összecsapásban legyőzték a francia lovagokat, a csatában maga Châtillon is életét vesztette.